# Epoxide

Structuurformule van een epoxide.

Een epoxide is een cyclische ether met slechts drie ringatomen. De ring is bij benadering een gelijkzijdige driehoek: de bindingshoeken bedragen ongeveer 60°. De gespannen ring zorgt ervoor dat epoxiden reactiever zijn dan andere ethers.
Simpele epoxiden zijn genoemd naar de uitgangsstof ethyleenoxide of oxiraan, zoals in chloormethyloxiraan. Als een functionele groep krijgen epoxiden het voorvoegsel epoxy-, zoals in 1,2-epoxycycloheptaan.
Een polymeer bestaande uit epoxide-eenheden wordt een epoxy of polyepoxide genoemd.